# Wilhelm Franz von Nesselrode-Ehreshoven
Wilhelm Franz Johann Bertram Freiherr von Nesselrode-Ehreshoven (* 1638 in Düsseldorf; † 30. September 1732) war ein Diplomat, Bischof in Fünfkirchen und Domherr in Münster, Paderborn und Lüttich.

## Leben

### Herkunft und Familie
Wilhelm Franz Johann Bertram von Nesselrode wurde als Sohn des Bertram von Nesselrode (* 1628, Kurmainzer Geheimrat, Kanzler und Erbmarschall des Herzogtum Berg) und dessen Gemahlin Gräfin Maria Magdalena von Hatzfeld geboren. Sein Bruder Philipp Wilhelm heiratete Adriana Alexandrina von und zu Leerode, war bergischer Marschall und Magnat von Ungarn und wurde Stammherr. Hierfür wurde Wilhelm mit einer jährlichen Rente von 1500 Gulden abgefunden. Wilhelms Schwester Anna Catharina war mit Adolf Winand von Hofkirchen, Anna Elisabeth mit Johann Maximilian Carl Arnold von Hoenbroich-Geul und Maria Franziska mit Ferdinand von dem Bongart verheiratet. Sein Bruder Johann Goswin war Ritter des Deutschen Ordens.

### Wirken
Bevor Wilhelm Franz im Jahre 1703 zum Bischof von Fünfkirchen ernannt wurde, war er Inhaber von Dompräbenden in Münster, Paderborn und Lüttich. Nach dem Tode des Domherrn Johann Adolf von Frentz wurde er im Jahre 1670 für eine münsterische Präbende präsentiert und am 9. Februar auf die Geschlechter Nesselrode, Sötern, Hatzfeld und Voss aufgeschworen. Die Paderborner Präbende erhielt er 1676, die Lütticher am 16. April 1687.
Im Jahre 1676 war er als pfalz-neuburgischer Gesandter in Osnabrück tätig. Am 1. August 1679 bewarb er sich um das Amt des Weltlichen Hofrichters mit dem Versprechen, noch in Frankreich ein Studium zu absolvieren. Am 13. Oktober 1683 wurde er in Münster von Kurfürst Maximilian Heinrich zum weltlichen Hofrichter bestellt. Im Jahr darauf erhielt er vom Kölner Kurfürsten auch das Amt eines Domküsters zu Münster übertragen. Wahrscheinlich stand er zu dieser Zeit schon in kaiserlichen Diensten, denn bei der Wahl des Fürstbischofs im Jahre 1688 war er einer der eifrigsten Verfechter der Kandidatur des vom Kaiser unterstützten Prinzen von Neuburg.
In den Jahren von 1683 bis 1693 war Wilhelm im Auftrage des Lütticher Fürstbischofs Verbindungsmann in Wien. 1695 erhielt er -mittlerweile kaiserlicher Hofrat- durch kaiserliche Nomination die Stelle eines Auditors an der Rota Romana. 1706 verlor er die Stelle als kaiserlicher Hofrat. Wilhelm lebte in Wien im Hause des Prinzen von Vaudémont. Nach dessen Tod im Jahre 1704 musste er das Haus verlassen. 1710 weilte er als Gesandter am Savoyischen Hof. Von 1684 bis 1722 war Wilhelm Inhaber der münsterschen Domküsterei. Diese verkaufte er an Hugo Franz von Fürstenberg und verzichtete auf seine Dompräbende zugunsten Franz Adolf von Nagel zu Vornholz.
Wilhelm war auch Propst am Kollegiatstift Stuhlweißenburg.

### Weltliche Ämter
- 1683 Hofrichter
- 1686 Oberjägermeister
- 1710 Kaiserlicher Gesandter

### Ehrungen und Auszeichnungen
1721 Erhebung in den Reichsgrafenstand